# Marcel Melcher
Marcel Melcher (* 22. April 1959) ist ein Schweizer Sportjournalist und ehemaliger Skeletonfahrer.
Melcher gewann 1979 und 1980 beim Cresta-Rennen in St. Moritz den Grand National. Bei seinem ersten Sieg war er mit 19 Jahren der jüngste Sieger des Rennens seit Reto Capadrutt, der 1930 17 Jahre alt war.
Nach seiner Skeletonlaufbahn übernahm er im Familienunternehmen den Geschäftsführerposten und stieg 1990 als freier Redaktor bei Radio Piz ein. Später wurde er dort Programmleiter. Von Piz wechselte er zu Radio Grischa, wo er von 2000 bis Mitte 2005 ebenfalls Programmleiter war. Melcher arbeitete zudem als freier Sportreporter für Radio 24 und weitere Schweizer Privatradios. Zu seinen Schwerpunkten gehören die Sportarten Eishockey, Fussball, Bob, Skeleton und Schwingen. Beim Schweizer Radio und Fernsehen (SRF) arbeitet er seit 2007 als Sportredaktor und Reporter. 2014 kommentierte er für den Radiosender SRF3 den Fussball-WM-Final Deutschland gegen Argentinien live. Die folgenden Fussball Welt- und Europa-Meisterschaften: 2016, 2018, 2021 und 2022 kommentierte Melcher jeweils im neu gebildeten SRF3 Reporter Trio, zusammen mit Kathrin Lehmann und Peter Schnyder. Die jeweiligen Endspiele wurden in voller Länge durchkommentiert.